# Rösel Fahlbusch
Rösel Fahlbusch, verh. Hartinger war eine deutsche Tischtennisspielerin aus Ludwigshafen-Mundenheim. In den 1930er und 1940er Jahren feierte sie ihre größten Erfolge.
Mit der Damenmannschaft des Vereins TTC Kurpfalz Ludwigshafen wurde sie 1934 Deutscher Meister (u. a. mit Helene Kreß und Frl. Döhler). Später schloss sie sich der Spvg. Mundenheim an. Im Einzel erreichte sie bei der Deutschen Meisterschaft 1939 in Frankfurt noch unter ihrem Mädchennamen Fahlbusch das Halbfinale, in dem sie gegen Hilde Bussmann verlor. 1948 holte Rösel Hartinger sogar die Silbermedaille im Einzel. Erst im Endspiel unterlag sie erneut Hilde Bussmann. Vorher hatte sie sich gegen Berti Capellmann durchgesetzt. Im August 1948 wurde sie in der deutschen Rangliste auf Platz zwei geführt (hinter Hilde Bussmann).
Ende 1948 reduzierte sie aus gesundheitlichen Gründen ihre Aktivitäten als Leistungssportlerin. Bereits im Dezember 1948 verzichtete sie auf die Teilnahme bei der Deutschen Meisterschaft in Lübeck, danach spielte sie noch gelegentlich.

## Privat
Rösel Fahlbuschs Schwester Elise Knüttel (Ehename) spielte ebenfalls beim Verein TTC Kurpfalz Ludwigshafen. Sie nahm an den Deutschen Tischtennis-Meisterschaften 1936 und 1937 teil: 1936 unterlag sie in der 1. Runde Erika Richter, 1937 verlor sie im Achtelfinale gegen Astrid Hobohm.